# Michel Barnier
Pour les articles homonymes, voir Barnier.
Ne doit pas être confondu avec Michèle Bernier.
Michel Barnier , né le 9 janvier 1951 à La Tronche (Isère), est un homme d'État français. Plusieurs fois ministre et commissaire européen, négociateur en chef du Brexit pour l'Union européenne, il est Premier ministre français du 5 septembre au 13 décembre 2024.
Membre des principaux partis gaullistes successifs (UDR, RPR, UMP, LR), il s'engage en politique en 1973 en Savoie. Il est élu député pour la première fois en 1978. Localement, il s'implique en particulier dans l'organisation des Jeux olympiques d'hiver de 1992 à Albertville.
Il est plusieurs fois ministre (Environnement, Affaires européennes, Affaires étrangères, Agriculture et Alimentation), deux fois commissaire européen (Politique régionale, puis Marché intérieur et Services financiers) et vice-président de la Commission européenne. En 2016, il est chargé par l'Union européenne de mener les négociations liées au Brexit puis de négocier les relations ultérieures avec le Royaume-Uni.
Candidat au congrès des Républicains de 2021 pour l'élection présidentielle de 2022, il est éliminé de justesse à l'issue du premier tour de cette primaire interne, arrivant en troisième position avec 23,9 % des voix.
En septembre 2024, dans le cadre d'une crise politique, il est nommé Premier ministre par Emmanuel Macron. Il forme un gouvernement minoritaire, soutenu par EPR et LR, qui est renversé en décembre suivant à la suite de son recours à l'article 49.3 de la Constitution pour la loi de financement de la Sécurité sociale. Avec trois mois et huit jours passés à Matignon, il est le Premier ministre le plus éphémère de la Cinquième République.

## Biographie

### Origines et famille
Michel Jean Barnier naît le 9 janvier 1951 à La Tronche (département de l'Isère), benjamin d'une fratrie de trois garçons,.
Son père est Jean Barnier, patron d'une petite entreprise industrielle de gainerie,, et sa mère Denise Durand, militante d'associations sociale. Son ascendance agnatique est dauphinoise et fixée, de la quatrième à la onzième génération (début des registres au xviie siècle), à Saint-Étienne-de-Crossey, aujourd’hui dans le département de l’Isère.
Le 14 janvier 1982, il épouse Isabelle Altmayer, avocate,, avec qui il a trois enfants : Nicolas, Laetitia et Benjamin.

### Formation
Après des études secondaires au lycée Jean-Moulin d'Albertville, puis au lycée du Parc à Lyon, Michel Barnier fait ses études supérieures à l’École supérieure de commerce de Paris, dont il sort diplômé en 1972 (dans la même promotion que Jean-Pierre Raffarin). Il étudie également à l'Institut d'études politiques de Paris. Durant ses études à Paris, Michel Barnier est membre de la Conférence Olivaint,.

### Parcours politique

#### Débuts et ascension
Michel Barnier se consacre ensuite à la politique, après avoir adhéré dès l'adolescence à l'Union des démocrates pour la République (UDR), le parti gaulliste. Il est cadre de l'Union des jeunes pour le progrès (UJP), mouvement officiel des jeunes gaullistes.
Il est successivement chargé de mission au cabinet de Robert Poujade, ministre de l'Environnement (1973-1974), conseiller général de la Savoie pour le canton de Bourg-Saint-Maurice (1973-1999) — « plus jeune conseiller général de France à 22 ans » —, chargé de mission au cabinet de Pierre Mazeaud, secrétaire d'État chargé de la Jeunesse et des Sports (1974-1976), conseiller technique au cabinet d'Antoine Rufenacht, secrétaire d'État auprès du Premier ministre (1976-1977), puis secrétaire d'État au Commerce et à l'Artisanat (1977-1978).
À l’issue des élections législatives de 1978, il est élu député de la Savoie. À 27 ans, il est le plus jeune député de l'Assemblée nationale. Il est réélu aux élections législatives de 1981, marquées par une « vague rose » après l'élection de François Mitterrand à la présidence de la République.
Le 18 septembre 1981, il compte parmi les députés de droite qui rompent la discipline de groupe et votent en faveur de l'abolition de la peine de mort. Le 20 décembre suivant, il fait partie des 155 députés (la quasi-totalité de son groupe parlementaire) qui votent contre l'abrogation de l'alinéa 2 de l'article 331 du Code pénal réprimant toute relation homosexuelle avec un mineur de plus de quinze ans (par exception à la disposition générale qui n'interdit les relations sexuelles qu'avec mineur de moins de 15 ans),. Le 10 décembre 1982, il vote d'autre part contre le projet de loi prévoyant le remboursement de l'IVG par la Sécurité sociale.
En 1982, afin de reprendre le conseil général de la Savoie à la gauche, une entente politique prenant le nom d'Union pour la Savoie entre la droite et le centre est passée, sous l'égide, entre autres, de Michel Barnier, et procède à la distribution des investitures aux élections cantonales. Il devient alors le plus jeune président de conseil général de l'histoire de la Savoie. Dès son élection à la présidence de cette collectivité locale, il s'associe au triple champion olympique Jean-Claude Killy pour porter la candidature et organiser les Jeux olympiques d'hiver de 1992, co-présidant avec lui le comité d'organisation des Jeux d'Albertville.
En 1995, alors qu’il est au gouvernement, il est élu sénateur de la Savoie. Il n'exerce pas son mandat du fait de ses fonctions gouvernementales et est réélu en 1997. Il quitte le Sénat après sa nomination comme commissaire européen en 1999.
Il fait partie des sénateurs qui votent contre le projet de loi instituant le Pacte civil de solidarité (PACS), union civile ouverte aux couples de sexes différents ou de même sexe, lors des séances des 11 mai et 30 juin 1999,.

#### Premières responsabilités ministérielles

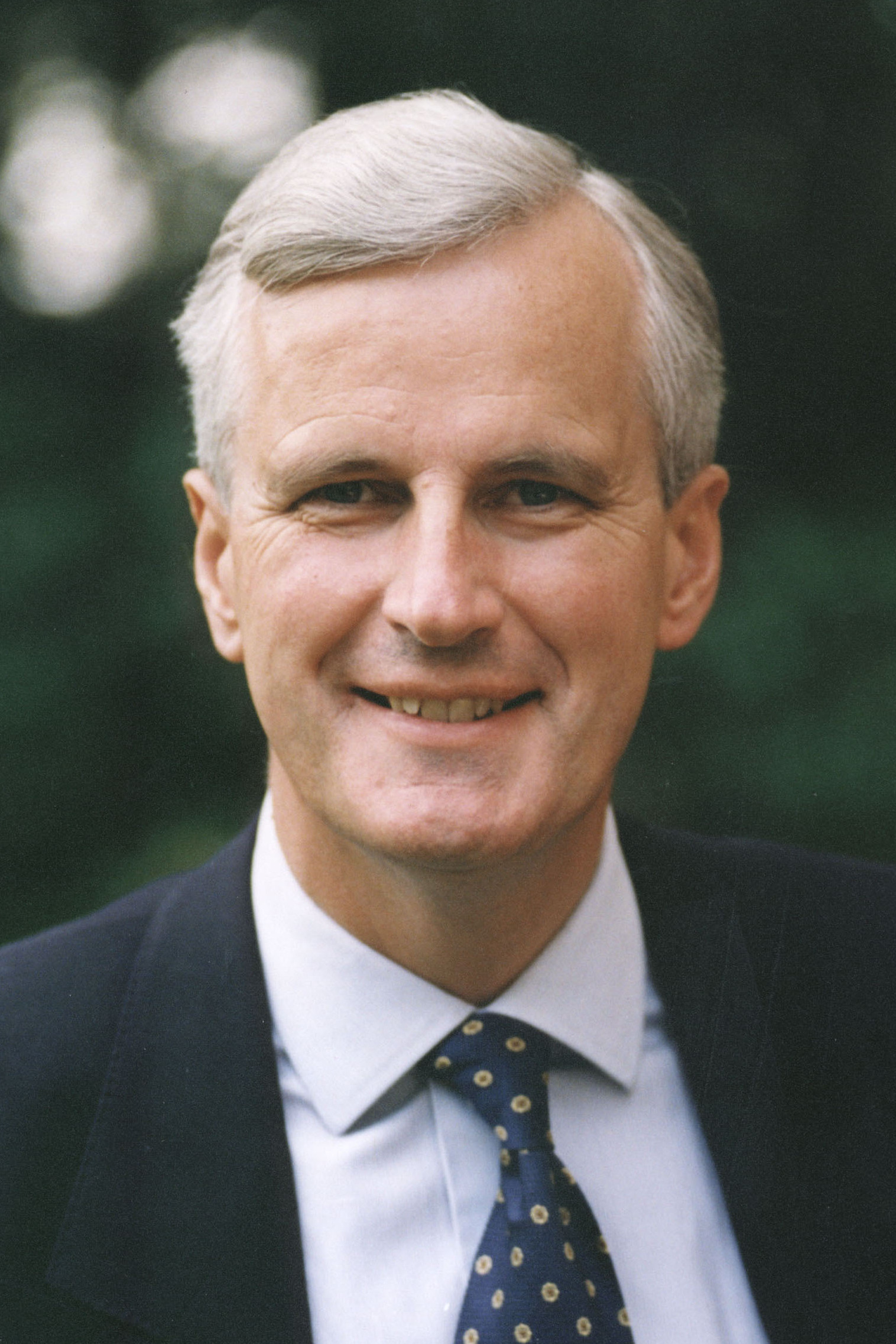
Portrait de Michel Barnier en tant que membre de la commission Prodi en 1999.

##### Ministre de l'Environnement
Attentif aux questions écologiques, Michel Barnier engage dès 1986 une politique de protection de l'environnement en Savoie et publie, quatre ans plus tard, un rapport parlementaire intitulé Chacun pour tous et cent propositions pour l'environnement.
Il est nommé ministre de l'Environnement dans le gouvernement Édouard Balladur en mars 1993 et fait voter entre autres la loi Barnier, qui comprend notamment la création de la Commission nationale du débat public pour les grands projets d'infrastructures et instaure le début du principe de précaution. Cette loi institue également une fiscalité écologique, la taxe Barnier, afin de faire participer les passagers de transport maritime à la protection légale d'espaces naturels. Il est à l'origine du plan Loire Grandeur Nature (PLGN), adopté par le comité interministériel du 4 janvier 1994,.

##### Ministre délégué aux Affaires européennes
Michel Barnier soutient Édouard Balladur lors de la campagne présidentielle de 1995. Jacques Chirac, vainqueur de l'élection, accepte malgré tout sa nomination dans le gouvernement d'Alain Juppé.
La construction européenne, autre engagement fort de sa carrière, le conduit au ministère délégué aux Affaires européennes de 1995 à 1997. À ce titre, il est le chef de la délégation française pour la négociation du traité d'Amsterdam. Au sein du gouvernement, il s'attache à deux priorités : la présence française dans tous les pays d'Europe centrale, orientale et baltes et l'explication de l’Europe aux citoyens.

#### Commissaire européen

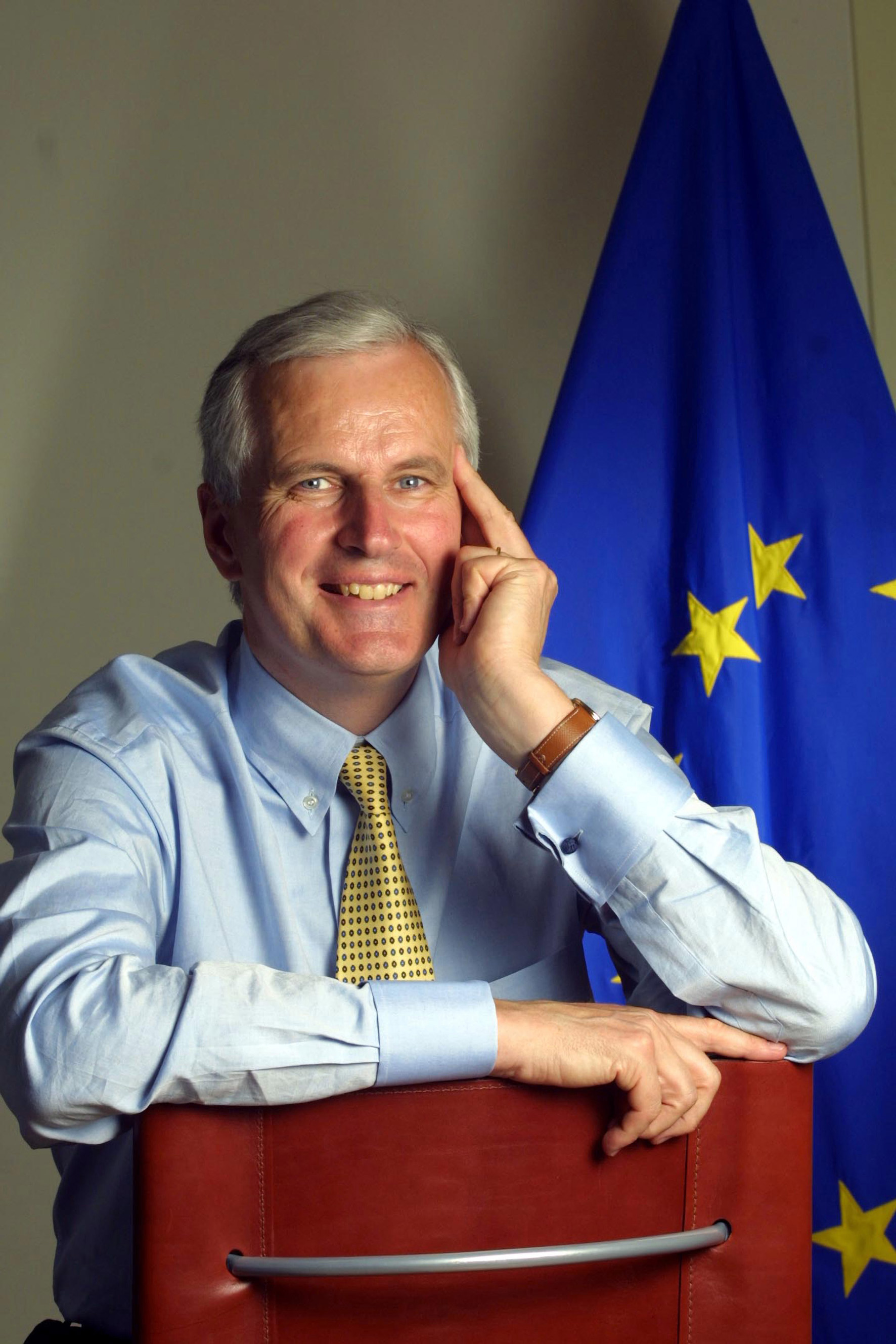
Michel Barnier en 2002.

Nommé commissaire européen le 16 septembre 1999, Michel Barnier a la responsabilité d’animer la politique régionale et de cohésion. Il est chargé, par ailleurs, de la réforme des institutions et de la Convention sur l'avenir de l'Europe : lors du Conseil européen des 14 et 15 décembre 2001, il est désigné, avec son collègue António Vitorino, pour représenter la Commission européenne au sein du présidium de la Convention sur l’avenir de l’Europe, présidée par Valéry Giscard d'Estaing. Cette convention se fixe pour objectif d’élaborer une proposition de constitution pour l’Union européenne, « la plus simple et lisible possible », pour lui permettre de répondre aux enjeux de l’élargissement de l'UE tout en renforçant sa dimension politique. C’est dans ce cadre que Michel Barnier se voit confier la présidence du groupe de travail sur la défense européenne.
Le 8 mai 2001, alors qu'il est invité d'honneur des fêtes johanniques d'Orléans, il est entarté avec une assiette de mousse à raser par un militant de l'Action française à la sortie de l'hôtel Groslot,.
En 2003, Michel Barnier fonde un club politique nommé « Nouvelle République », dont l'objectif est de faire dialoguer entre eux les décideurs politiques, les chefs d'entreprises et les membres de la société civile de tous bords, ainsi que d'ouvrir le débat français aux idées européennes et internationales.

#### Retour au gouvernement français

##### Ministre des Affaires étrangères

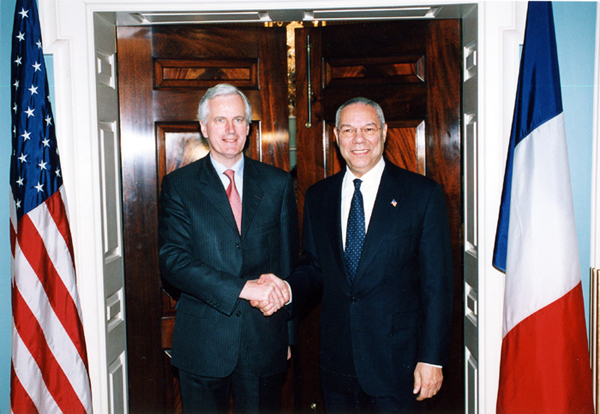
Michel Barnier et Colin Powell, secrétaire d'État des États-Unis, en 2004.

Michel Barnier est nommé ministre des Affaires étrangères dans le troisième gouvernement Jean-Pierre Raffarin le 31 mars 2004, lors du remaniement après la défaite de la droite aux élections régionales.
L'enlèvement de deux journalistes, Christian Chesnot et Georges Malbrunot, par l'Armée islamique en Irak, le conduit dans les pays du Proche-Orient en août - septembre 2004, pour conduire, avec les services de l'État, les négociations afin d'obtenir leur libération, qui a lieu après 124 jours de captivité, le 21 décembre 2004. En tant que ministre des Affaires étrangères, il est également impliqué dans l'action diplomatique française visant la libération de Florence Aubenas. Celle-ci est libérée après 157 jours de captivité.
Le 9 octobre 2004, il signe l'accord à l'origine de la création du laboratoire P4 de Wuhan,, lieu d'origine contesté de la pandémie de Covid-19.
Non reconduit dans le gouvernement Dominique de Villepin en juin 2005, il est nommé au Conseil d'État à compter du 15 septembre 2005, au tour extérieur par décret du 23 juillet 2005.

##### Ministre de l'Agriculture

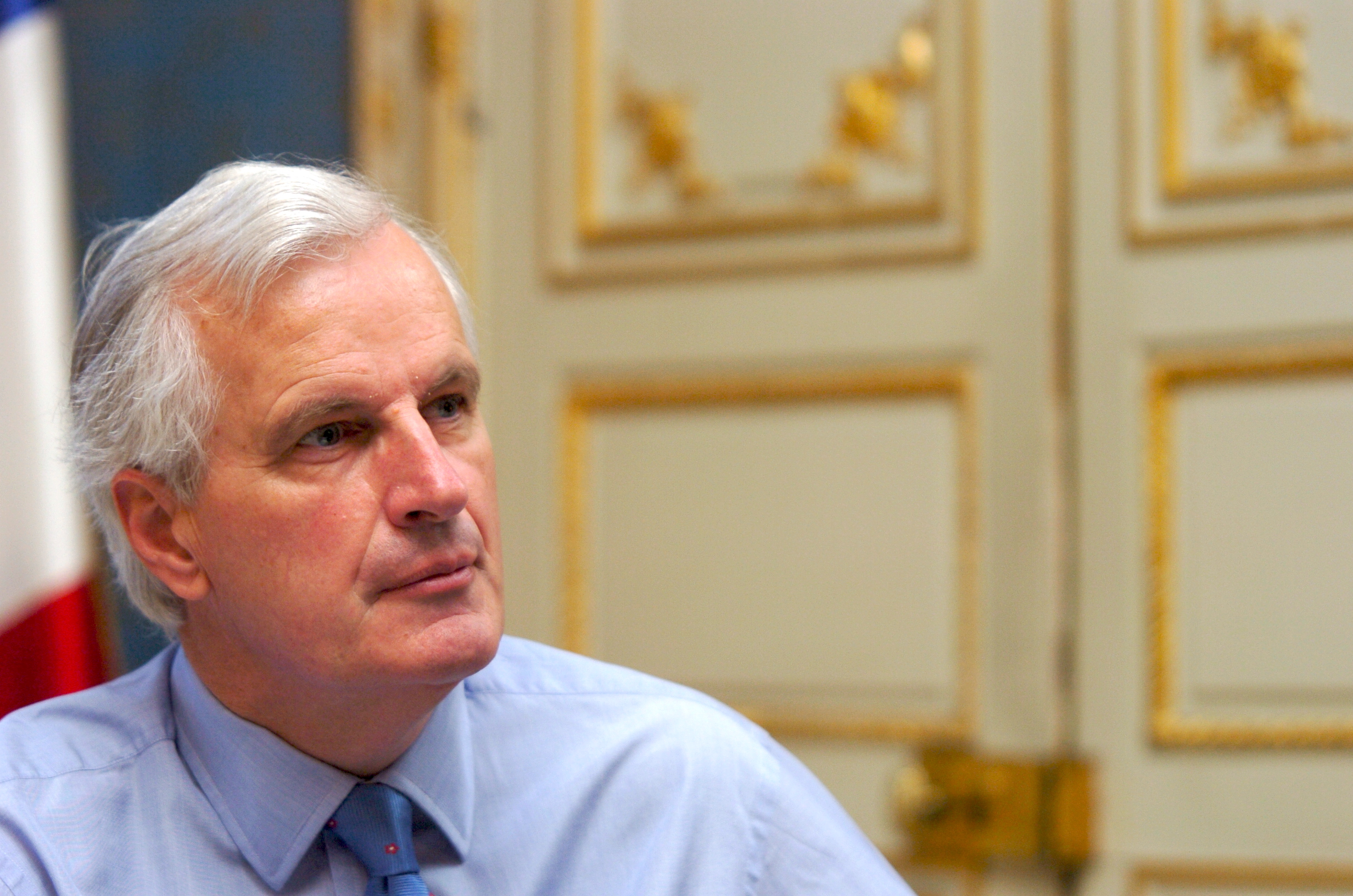
Michel Barnier, ministre de l'Agriculture et de la Pêche, en 2008.

En février 2006, Michel Barnier est nommé vice-président du groupe Mérieux Alliance (holding regroupant un ensemble de sociétés dans le domaine de la biologie). Aux côtés d'Alain Mérieux, il est chargé d'animer les relations avec les grands organismes de santé internationaux, les instances économiques et financières, les acteurs du développement mondial. Il quitte ses fonctions en juin 2007, lors de son retour au gouvernement.
En 2006, il est également conseiller spécial du président de la Commission européenne, José Manuel Durão Barroso. Il présente au Conseil européen, le 9 mai 2006, un rapport proposant la création d’une force européenne de protection civile.
Il est membre du groupe Amato, qui permet de rédiger un projet modificatif du traité de Lisbonne jusqu'au 4 juin 2007.
Devenu conseiller politique de l'UMP le 6 mars 2006, il se rapproche de Nicolas Sarkozy et lui apporte son soutien lors de la campagne pour l'élection présidentielle de 2007. Entendu comme témoin dans l'affaire Clearstream en octobre 2006, il met en cause Dominique de Villepin, l'accusant de s'être livré à une sorte d'enquête parallèle dans ce dossier impliquant Nicolas Sarkozy.
Le 19 juin 2007, il est nommé, à la suite des élections législatives de 2007, ministre de l'Agriculture et de la Pêche du deuxième gouvernement de François Fillon. En novembre 2008, en pleine réforme de la PAC, la FDSEA du Loiret l'accueille avec des sifflets à Polytech Orléans et lui décerne la « médaille du plus mauvais négociateur européen ». Il reste en fonction jusqu'à son élection au Parlement européen en juin 2009.
Il est également vice-président du Parti populaire européen (PPE). Il est réélu à cette fonction en octobre 2012, avec l'Irlandaise Lucinda Creighton.

#### Nouvelles responsabilités européennes

##### Député européen
Le 2 novembre 2007, Michel Barnier annonce qu'il sera candidat aux élections européennes de 2009 en France. Le 24 janvier 2009, le conseil national de l'Union pour un mouvement populaire (UMP) le désigne comme tête de liste pour la circonscription Île-de-France, avec Rachida Dati en deuxième position. Cette liste, intitulée « Quand l'Europe veut, l'Europe peut - Majorité Présidentielle - UMP - Nouveau Centre - la Gauche moderne », arrive en tête en réunissant 29,60 % des voix.

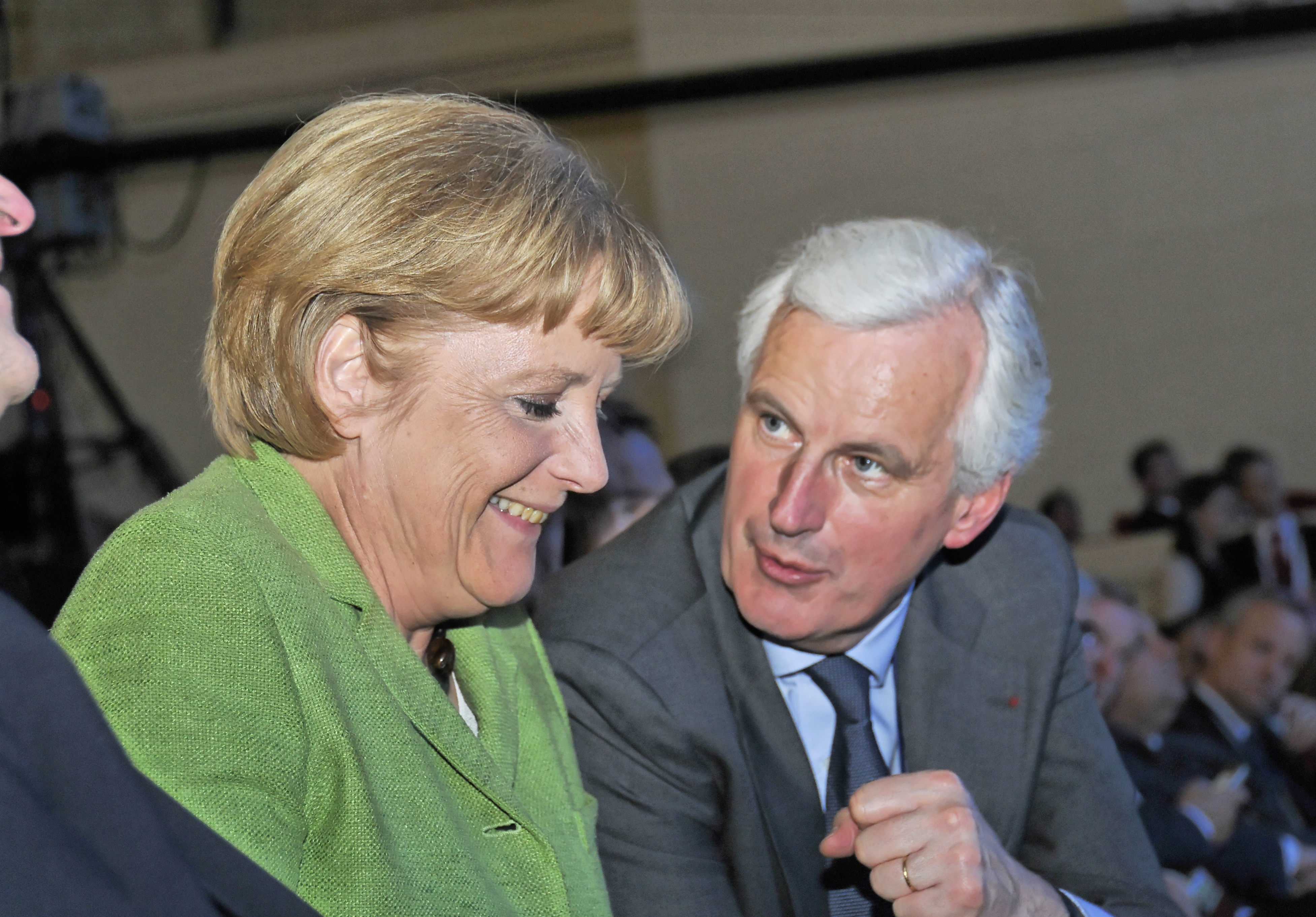
Michel Barnier et Angela Merkel lors d'un congrès organisé par le Parti populaire européen à Varsovie (2009).

Après son élection comme député européen, Michel Barnier devient président de la délégation française au groupe du Parti populaire européen et rejoint la commission des affaires constitutionnelles.

##### Commissaire européen au marché intérieur
De 2010 à 2014, Michel Barnier est vice-président de la Commission européenne et, au sein de la seconde commission Barroso, il est commissaire européen au Marché intérieur et aux Services.

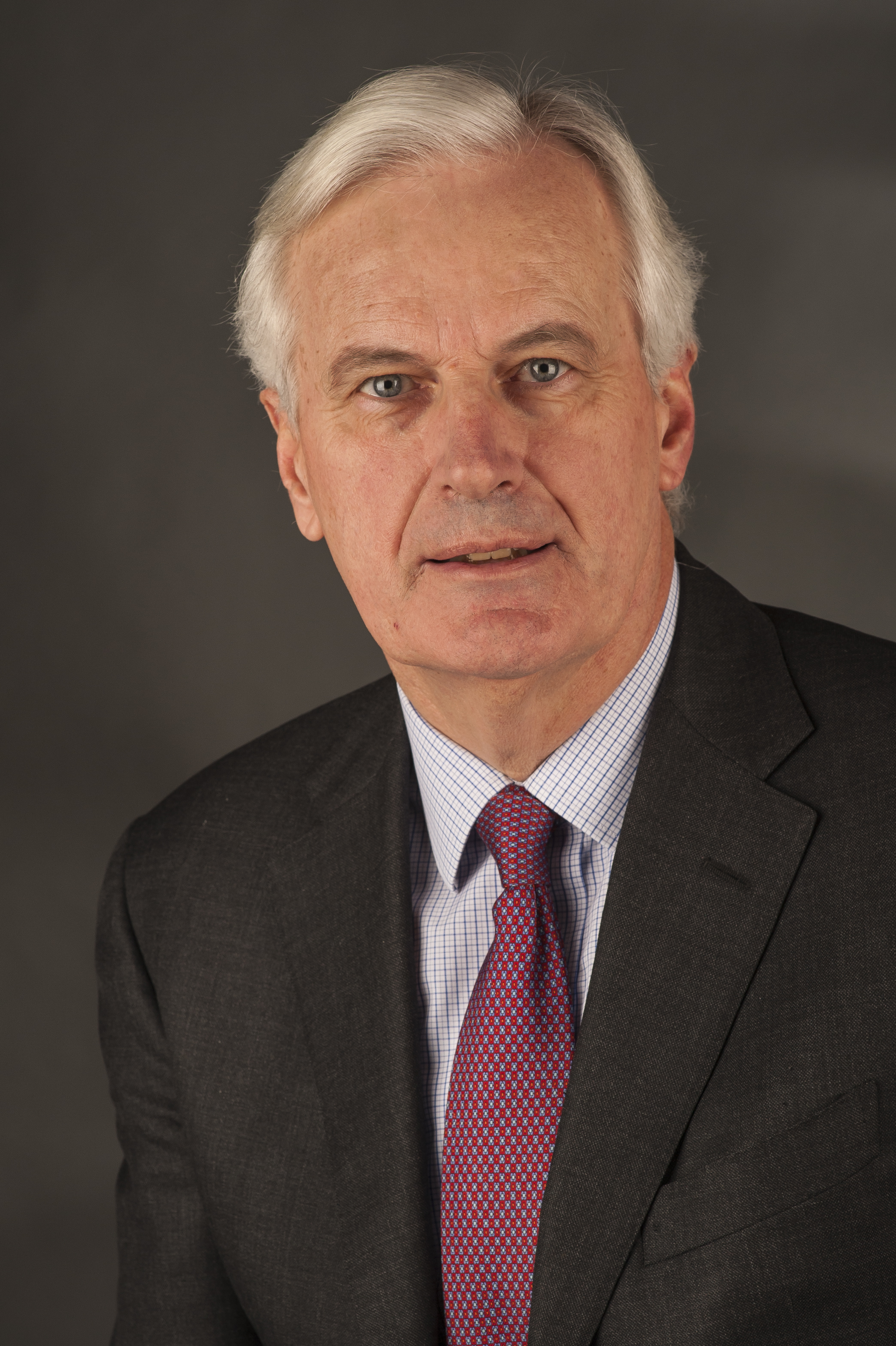
Portrait de Michel Barnier comme député européen (2014).

Il est candidat à la candidature au sein du PPE afin de mener la liste du parti aux élections européennes de 2014 et donc de briguer le poste de président de la Commission européenne en cas de victoire. Il est toutefois battu par l'ancien Premier ministre du Luxembourg Jean-Claude Juncker. Peu après sort l'ouvrage Se reposer ou être libre, qui décline le projet européen qu'il avait prévu en cas de victoire, puis il se déclare en octobre 2014 candidat pour être tête de liste UMP lors des élections régionales de l'année suivante dans la future Auvergne-Rhône-Alpes. Le 5 février 2015, c'est finalement Laurent Wauquiez, secrétaire général de l'UMP, qui lui est préféré par la commission d'investiture du parti. Lors de la préparation de l’élection présidentielle de 2017, il soutient Bruno Le Maire pour la primaire française de la droite et du centre de 2016.

##### Conseiller spécial européen
En février 2015, Michel Barnier est nommé par Jean-Claude Juncker conseiller spécial pour la politique de défense et de sécurité auprès de la Commission européenne. Le 27 juillet 2016, Jean-Claude Juncker le nomme négociateur en chef responsable du groupe de travail de la Commission chargé de la préparation et de la conduite des négociations avec le Royaume-Uni au titre de l'article 50 du traité sur l'Union européenne. Au vu des résultats du référendum sur l'appartenance du Royaume-Uni à l'Union européenne, Michel Barnier est chargé de préparer et diriger les négociations sur les conditions du retrait du Royaume-Uni de l'Union européenne. Il entre en fonctions le 1er octobre 2016. Il ambitionne à nouveau de briguer la fonction de président de la Commission européenne.
En 2016, la juge d’instruction française Sabine Kheris demande le renvoi devant la Cour de justice de la République de Michel Barnier, Dominique de Villepin et Michèle Alliot-Marie. Anciens ministres, ils sont suspectés d'avoir permis l'exfiltration des mercenaires responsables de l'attaque contre le camp de Bouaké en 2004, faisant neuf morts parmi les soldats français. L'opération aurait visé à justifier une opération de riposte contre le pouvoir de Laurent Gbagbo dans le cadre de la crise en Côte d’Ivoire de 2004. Le 22 mars 2019, la commission des requêtes de la Cour de justice de la République rend son avis indiquant l’abandon des poursuites, rien ne montrant, après enquête, l’implication des anciens ministres.
Fin 2018, Michel Barnier entre en négociations avec les cadres de La République en marche (Christophe Castaner, Stanislas Guerini, Stéphane Séjourné) pour prendre la tête de la liste du parti aux élections européennes, mais cette tentative n'aboutit pas.
Au cours de l’année 2019, Michel Barnier est pressenti au sein de La République en marche pour la présidence de la Commission européenne, mais la fonction revient finalement à l'Allemande Ursula von der Leyen. Après l’échec de la candidature de Sylvie Goulard, proposée par Emmanuel Macron, le secrétaire général de la présidence de la République française, Alexis Kohler, propose à Michel Barnier de redevenir commissaire européen à la condition qu’il quitte le PPE pour adhérer à Renew Europe, mais celui-ci décline l’offre,.

##### Négociateur de l'Union européenne lors du Brexit

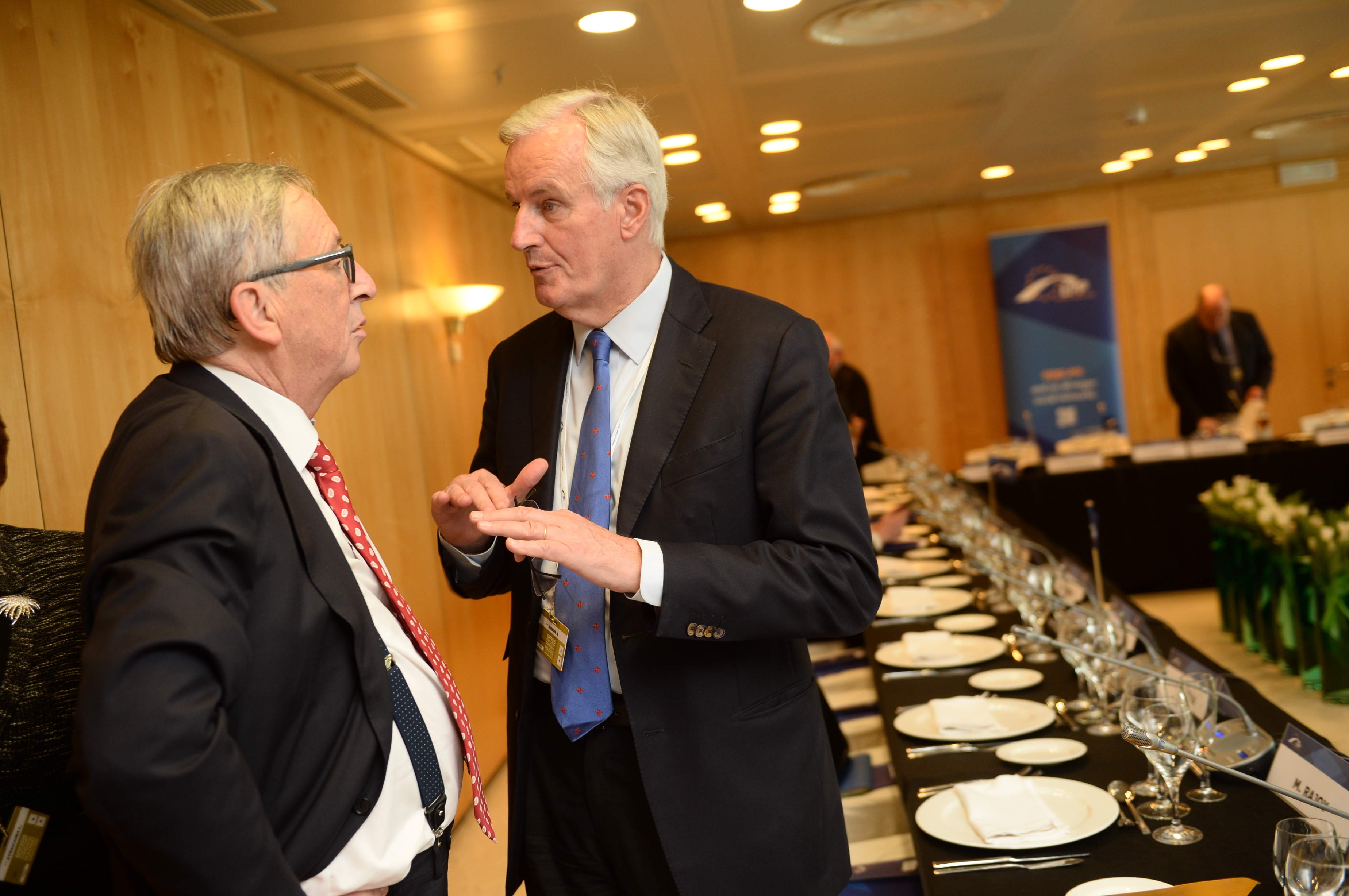
Michel Barnier avec Jean-Claude Juncker en 2015.

En 2016, Michel Barnier est nommé négociateur en chef de l'Union européenne pour mener les négociations liées au Brexit.
Le 17 octobre 2019, il est nommé pour un an à la fonction de représentant de l'UE chargé de la future relation avec le Royaume-Uni.
Il est dans le même temps pressenti pour devenir commissaire européen, mais Ursula von der Leyen se montre réticente à cette idée en raison de son poids politique tandis qu'Emmanuel Macron considère son appartenance au PPE comme un obstacle à sa nomination.

#### Candidature au congrès des Républicains de 2021
À partir de début 2021, Michel Barnier manifeste des ambitions pour la présidence de la République française. Dans cette perspective, il s'entoure d'Arnaud de Villardi de Montlaur, ancien tradeur qui a supervisé le financement de la campagne de François Fillon, pour la levée des fonds auprès de donateurs,. Il fonde et prend la présidence d’un cercle de réflexion, nommé « Patriotes et européens », réunissant une quarantaine de députés et sénateurs LR pour réfléchir aux enjeux de souveraineté, économique notamment. Le Canard enchaîné affirme qu’il approche des personnalités de droite afin de leur proposer des ministères au sein de son gouvernement en échange de leur soutien, offrant notamment à François Baroin la fonction de Premier ministre. Le 26 août 2021, au JT de 20 heures de TF1, il annonce être candidat à l’élection présidentielle de 2022.
Il souhaite notamment un moratoire de trois à cinq ans sur l'immigration dans l’Union européenne, à l'exception des étudiants et des demandeurs d'asile, pour pouvoir étudier les problèmes liés à l'immigration en France. En mai 2021, il publie l’ouvrage La Grande Illusion : journal secret du Brexit (2016-2021), qui retrace les négociations qu'il a menées en tant que négociateur en chef de l'UE lors du Brexit ; la même année, le livre est traduit en anglais et en espagnol. En septembre, il prône une « souveraineté juridique » de la France, un « bouclier constitutionnel » temporaire sur les questions de migrations, afin d'éviter que les dirigeants français ne soient « menacés en permanence d’un arrêt ou d’une condamnation de la Cour de justice européenne ou de la Convention des droits de l’homme, ou d’une interprétation de notre propre institution judiciaire », ce qui selon Le Monde constitue une mise en cause des fondements de l'Union européenne,. Il affirme qu'en matière d'immigration « si on ne change rien, il y aura d’autres Brexit ». Il propose de « stopper immédiatement les régularisations, limiter rigoureusement le regroupement familial, réduire l'accueil des étudiants étrangers et l’exécution systématique de la double peine ». Il se déclare favorable à l'interdiction du voile dans l'espace public et dans les universités. Concernant les questions économiques, il propose « une baisse des taxes pour les entreprises qui produisent en France » et la création d'« un Fonds national souverain et le doublement des crédits de la recherche pour soutenir les secteurs stratégiques ». Il souhaite également « une baisse des cotisations sur les salaires intermédiaires, entre 1,6 et 2,6 Smics » et « la suppression de toutes les charges pendant trois ans pour le premier emploi d'un jeune ». Par ailleurs, il prône l'augmentation de l'âge légal de départ à la retraite de 62 à 65 ans, l’augmentation de la durée hebdomadaire du temps de travail et l'instauration d'une aide sociale unique remplaçant les aides sociales et conditionnée à une disponibilité du bénéficiaire, notamment pour « effectuer des activités utiles à la collectivité ou en entreprise »,.
En novembre 2021, s’il reste derrière Xavier Bertrand et Valérie Pécresse dans les intentions de vote pour la présidentielle avec environ 10 % des voix au premier tour, il est celui qui collecte le plus de signatures d’élus LR en vue du congrès du parti. Contrairement à ses deux principaux concurrents, il bénéficie du fait de n’avoir jamais quitté LR, en proie à des difficultés électorales. Au premier tour du congrès LR, le 2 décembre, il arrive en troisième position avec 23,93 % des voix, derrière Éric Ciotti (25,59 %) et Valérie Pécresse (25,00 %). En vue du second tour, il appelle à voter pour Valérie Pécresse. Après la victoire de cette dernière (60,95 %), il devient son conseiller international. Le 10 avril 2022, Valérie Pécresse est éliminée au premier tour de l'élection présidentielle en obtenant seulement 4,78 % des suffrages exprimés, soit le plus faible score réalisé par la droite traditionnelle lors d'un tel scrutin sous la Ve république. Le lendemain, Michel Barnier affirme au micro de France Inter qu'il votera « pour Emmanuel Macron sans état d'âme » au second tour face à Marine Le Pen, disant ne pas se reconnaître dans les thèses de l'extrême droite,.

#### Premier ministre

##### Nomination et formation du gouvernement

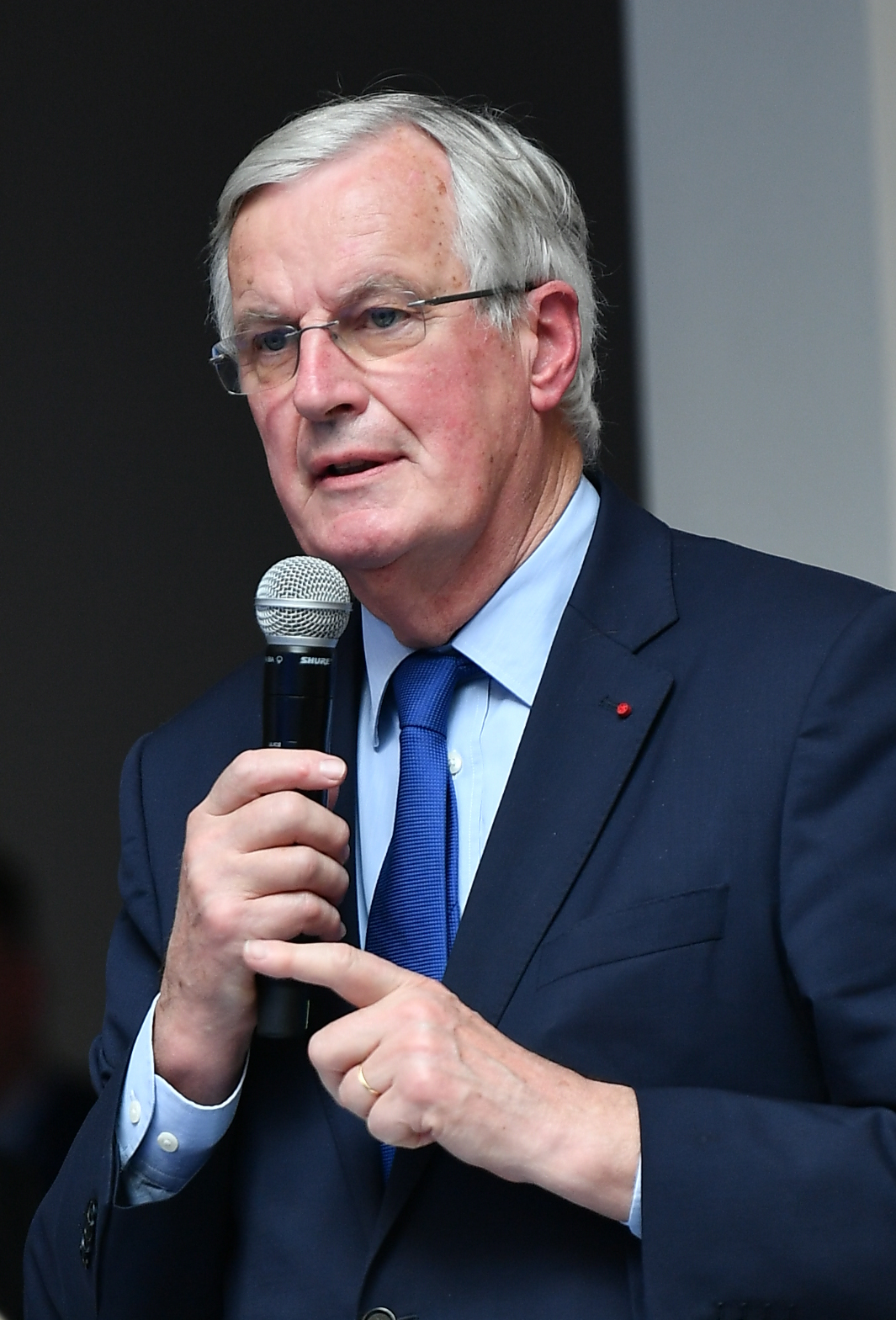
Michel Barnier en 2023.

L'hypothèse d'une nomination de Michel Barnier à la fonction de Premier ministre commence à apparaître dans la presse française durant l'entre-deux tours des élections législatives anticipées de juin-juillet 2024, qui ont lieu après la dissolution parlementaire décrétée par le président de la République, Emmanuel Macron, alors que le Rassemblement national vient de remporter les élections européennes,,. Cette possibilité intervient alors que le RN est donné en tête mais sans majorité absolue,.
Le 4 août 2024, dans un contexte de crise politique en raison d'une absence de majorité parlementaire, le nom de Michel Barnier est avancé par la ministre démissionnaire Aurore Bergé dans un entretien au Figaro. Dans la foulée, Emmanuel Macron soumet cette hypothèse à ses collaborateurs,. De son côté, Michel Barnier se montre « très intéressé par le poste » selon L'Opinion. Le 4 septembre, Emmanuel Macron teste cette éventualité auprès des chefs des différents partis représentés au Parlement, avec qui il mène des consultations depuis deux semaines. L'objectif affiché du président est alors de trouver la personnalité la moins susceptible d'être immédiatement censurée.
Le 5 septembre 2024, Michel Barnier est nommé Premier ministre par Emmanuel Macron, succédant à Gabriel Attal, démissionnaire depuis le 8 juillet précédent,,. À 73 ans, il devient ainsi le Premier ministre le plus âgé de la Ve République à la date de son entrée en fonction,. Il forme un gouvernement minoritaire de droite et de centre droit avec Ensemble pour la République et Les Républicains. La composition du nouveau gouvernement est annoncée le 21 septembre. La durée entre la nomination du Premier ministre et celle des autres membres du gouvernement (seize jours) est un record dans l'histoire du pays,.

##### Exercice de la fonction
Pour son premier déplacement officiel en tant que nouveau Premier ministre, le 7 septembre 2024, Michel Barnier se rend à l'hôpital Necker-Enfants malades, situé dans le 15e arrondissement de Paris,. Lors de son passage, il indique notamment que « la santé publique sera une priorité dans les campagnes et les villes » et qu'il est « sous la surveillance de tous les Français » en répondant à Jordan Bardella,,,.
À partir du 18 septembre, il évoque une potentielle hausse d'impôts par son gouvernement, ce qui lui attire la réprobation du camp présidentiel ainsi que des oppositions,,.
Les négociations sont difficiles avec le président de la République, au point qu'une démission de Michel Barnier est évoquée dès la fin du mois de septembre. Le 19 septembre, après le rejet d'une première liste de ministres par le président Macron et à la suite d'un accord entre le bloc macroniste et Les Républicains, Michel Barnier soumet une liste de trente-huit membres de gouvernement au chef de l'État. Le gouvernement est ensuite annoncé le 21 septembre par Alexis Kohler, secrétaire général de l'Élysée : il compte trente-quatre ministres, majoritairement macronistes, et cinq secrétaires d'État,.
Michel Barnier fait sa déclaration de politique générale devant l'Assemblée nationale le 1er octobre 2024. Son gouvernement étant minoritaire en raison d'une absence de majorité parlementaire, aucun vote de confiance n'est sollicité de sa part. Le 8 octobre suivant, une première motion de censure déposée par le Nouveau Front populaire (NFP) à l'encontre du gouvernement est rejetée par une majorité de députés, le Rassemblement national (RN) ayant refusé de la voter et s'étant abstenu.

##### Censure du gouvernement et démission

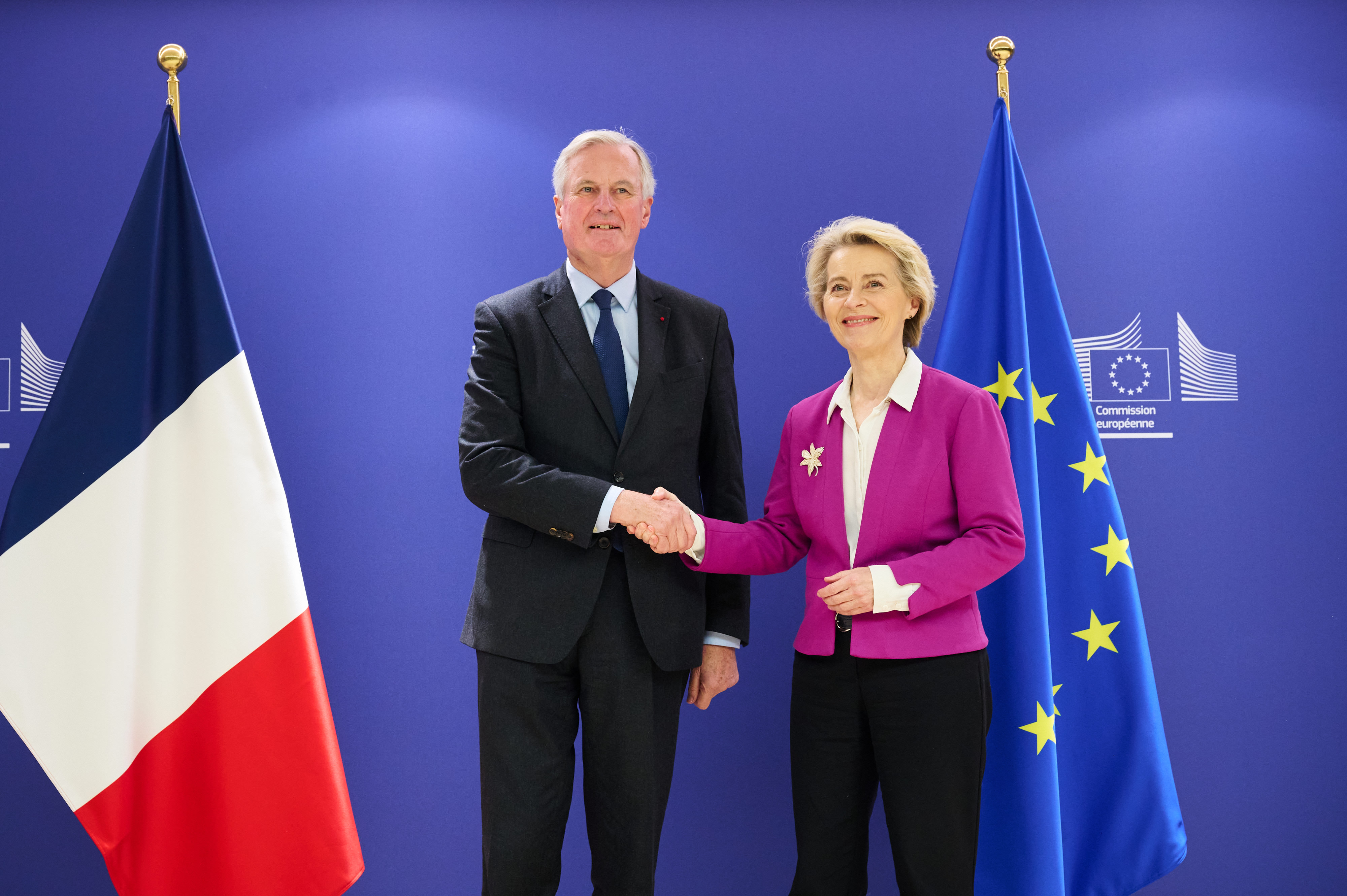
Michel Barnier avec Ursula von der Leyen en novembre 2024.

Le 2 décembre 2024, Michel Barnier invoque l'article 49.3 de la Constitution pour faire adopter la loi de financement budgétaire de la Sécurité sociale pour l'année 2025 sans soumettre le texte à un vote parlementaire. Le NFP et le RN déposent chacun une motion de censure contre son gouvernement minoritaire,.
Le 4 décembre, la motion du NFP est adoptée par l'Assemblée nationale avec 331 voix sur 574, dont celles du RN, faisant ainsi tomber le gouvernement de Michel Barnier. Dès le lendemain, celui-ci remet sa démission à Emmanuel Macron et se voit chargé de la gestion des affaires courantes,.
C'est le second gouvernement de la Ve République à être censuré après le premier gouvernement Pompidou en 1962 ; avec 99 jours, il s'agit du huitième gouvernement le plus éphémère de la Ve République et le deuxième hors période de transition électorale après le troisième gouvernement Messmer (89 jours). Avec trois mois et huit jours passés comme chef du gouvernement, Michel Barnier devient le Premier ministre le plus éphémère de la Ve République.
François Bayrou lui succède à Matignon le 13 décembre 2024.

#### Après Matignon
Lors du congrès des Républicains de 2025, Michel Barnier soutient la candidature de Bruno Retailleau, resté ministre dans le gouvernement Bayrou et qui l'emporte face à Laurent Wauquiez. L'ancien Premier ministre est alors nommé président du conseil national de LR par le nouveau président du parti. Dans le cadre de la promotion de son ouvrage Ce que j’ai appris de vous, il déclare alors ne pas exclure une candidature à l'élection présidentielle de 2027.
Le 15 juillet 2025, Michel Barnier annonce se porter candidat à l’élection législative partielle dans la deuxième circonscription de Paris, qui aura lieu d’ici à octobre 2025 à la suite de l'invalidation des comptes de campagne de Jean Laussucq par le Conseil constitutionnel. Le 28 juillet, il obtient l'investiture de LR pour le scrutin contre Rachida Dati, ministre de la Culture et maire du 7ème arrondissement, qui annonce toutefois le maintien de sa candidature.

## Détail des mandats et fonctions

### Au gouvernement
- 30 mars 1993 - 11 mai 1995 : ministre de l'Environnement
- 18 mai 1995 - 2 juin 1997 : ministre délégué aux Affaires européennes
- 31 mars 2004 - 31 mai 2005 : ministre des Affaires étrangères
- 19 juin 2007 - 23 juin 2009 : ministre de l'Agriculture et de la Pêche
- 5 septembre 2024 - 13 décembre 2024 : Premier ministre

### Au Parlement français
- 3 avril 1978 - 1er mai 1993 : député de la Savoie
- 2 octobre 1995 - 31 octobre 1995 ; 22 septembre 1997 - 23 septembre 1999 : sénateur de la Savoie

### Au niveau européen
- 16 septembre 1999 - 31 mars 2004 : commissaire européen à la Politique régionale
- 14 juillet 2009 - 10 février 2010 : député européen, président des députés européens PPE élus en France
- 10 février 2010 - 1er novembre 2014 : commissaire européen au Marché intérieur et aux Services
- 1er octobre 2016 - 15 novembre 2019 : négociateur en chef chargé de la préparation et de la conduite des négociations avec le Royaume-Uni
- 16 novembre 2019 - 31 mars 2021 : chef de la force opérationnelle chargée de la finalisation des négociations, des travaux préparatoires liés à la sortie du Royaume-Uni de l’Union européenne, ainsi que de la préparation et de la conduite des négociations sur les relations futures avec le Royaume-Uni

### Au niveau local
- 1973-1999 : conseiller général de la Savoie (élu dans le canton de Bourg-Saint-Maurice)
- mars 1982 - septembre 1999 : président du conseil général de la Savoie

### Au sein de partis politiques
- à partir de 1984 : secrétaire général au RPR, chargé des élus départementaux
- jusqu’en 1999 : membre du bureau politique du RPR
- à partir de 2003 : président fondateur du club Nouvelle République
- à partir de 2006 : conseiller politique de Nicolas Sarkozy
- à partir du 31 mars 2006 : vice-président du Parti populaire européen
- à partir de 2008 : conseiller politique à l'UMP
- depuis le 20 mai 2025 : président du conseil national de LR

## Synthèse des résultats électoraux

### Primaire présidentielle
| Année | Parti | Parti | 1er tour | 1er tour | 1er tour | 1er tour |
| Année | Parti | Parti | Voix     | %        | Rang     | Issue    |
| ----- | ----- | ----- | -------- | -------- | -------- | -------- |
| 2021  |       | LR    | 26 970   | 23,93    | 3e       | Éliminé  |

### Élections législatives
| Année | Parti  | Parti       | Circonscription | 1er tour        | 1er tour        | 1er tour        | 2d tour         | 2d tour         | 2d tour         | Issue |
| Année | Parti  | Parti       | Circonscription | Voix            | %               | Rang            | Voix            | %               | Rang            | Issue |
| ----- | ------ | ----------- | --------------- | --------------- | --------------- | --------------- | --------------- | --------------- | --------------- | ----- |
| 1978  |        | RPR         | 2e de la Savoie | 22 016          | 49,04           | 1er             | 26 154          | 54,37           | 1er             | Élu   |
| 1981  | 22 665 | RPR         | 2e de la Savoie | 55,33           | 1er             |                 |                 |                 | Élu             |       |
| 1988  | 27 871 | RPR         | 2e de la Savoie | 64,20           | 1er             | Élu             |                 |                 |                 |       |
| 1993  | 27 652 | RPR         | 2e de la Savoie | 60,16           | 1er             | Élu             |                 |                 |                 |       |
| 2025  | LR     | 2e de Paris | Scrutin à venir | Scrutin à venir | Scrutin à venir | Scrutin à venir | Scrutin à venir | Scrutin à venir | Scrutin à venir |       |

### Élections européennes
Les résultats ci-dessous concernent uniquement les élections où il est tête de liste.
| Année | Parti | Parti        | Circonscription | Voix    | %     | Rang | Sièges obtenus |
| ----- | ----- | ------------ | --------------- | ------- | ----- | ---- | -------------- |
| 2009  |       | UMP (NC-LGM) | Île-de-France   | 828 172 | 29,60 | 1er  | 5 / 13         |

## Publications

### Ouvrages
- Vive la politique, 1985
- Le défi écologique, chacun pour tous, 1990
- L'Atlas des risques majeurs, 1992
- Vers une mer inconnue, 1994
- Notre contrat pour l'alternance, 2001
- Sortir l'Europe des idées reçues, Librairie Académique Perrin, 2005, 182 p. (ISBN 978-2-26202-364-5)
- L'Atlas pour un monde durable, 2007
- L'Europe cartes sur table, Acropole Belfond, 2008, 142 p. (ISBN 978-2-73570-302-9)
- Qui va nourrir le monde ?, Acropole Belfond, 2009, 192 p. (ISBN 978-2-73570-308-1)
- Se reposer ou être libre, Gallimard, 2014, 240 p. (ISBN 978-2-07014-490-7)
- La Grande Illusion : journal secret du Brexit (2016-2020), Gallimard, 2021, 543 p. (ISBN 978-2-07288-001-8)
- Ce que j'ai appris de vous, Calmann-Lévy, 2025, 437 p.

### Préfaces
- Kjell Torbiorn, L'Europe face à son destin : Essor économique et politique d'un continent, Economica, 2005, 418 p. (ISBN 978-2-71784-960-8)
- Jocelyn Guitton, Quel gouvernement économique pour l'Union européenne ?, Bruylant, 2013, 168 p. (ISBN 978-2-80274-223-4)
- Daniel Fasquelle, Sauvons l'Europe, Cerf, 2024, 167 p. (ISBN 978-2-20415-771-1)

## Distinctions

### Décorations françaises
- Officier de la Légion d'honneur, le 31 décembre 2006[131],[132] (chevalier le 11 juillet 1997[133],[134]).
- Commandeur de l'ordre du Mérite agricole ex officio, en tant que ministre de l'Agriculture (2007)[135] ;
- Commandeur de l'ordre du Mérite maritime ex officio, en tant que ministre chargé de la Pêche (2007)[136].

### Décorations étrangères
- Médaille de la république orientale d'Uruguay (en) (1997)[137] ;
- Commandeur de l'ordre du Mérite (Pologne, 1998)[138] ;
- Grand officier de l'Ordre du Christ (Portugal, 2006)[139] ;
- Croix de commandeur de l'ordre du Mérite (Allemagne, 2009)[réf. souhaitée] ;
- Grand-croix de l'ordre de l'Infant Dom Henri (Portugal, 2019)[139] ;
- Grand officier de l'ordre de l'Étoile de Roumanie (2021)[140] ;
- Chevalier de l'ordre du Mérite de l’ordre souverain de Malte[Quand ?][réf. souhaitée].

### Décorations internationales
Ordre olympique échelon or (Comité international olympique), à l'issue des Jeux olympiques d'hiver d'Albertville en 1992

### Presse internationale
En 2001 et en 2005, il reçoit le prix de la presse internationale décerné par Le Trombinoscope.
En 2019, le magazine américain Foreign Policy le classe dans le Top10 des penseurs mondiaux dans le domaine « Économie et affaires ».